# Trancas
Trancas è una città dell'Argentina, appartenente alla provincia di Tucumán, situata a nord del capoluogo provinciale San Miguel de Tucumán.